# Universia
Universia è una rete ibero-americana di collaborazione tra università il cui fine è fornire alla comunità universitaria uno spazio comune per la formazione, la cultura, la ricerca e la collaborazione con le aziende, contribuendo in tal modo allo sviluppo sostenibile della società. Fondata nel 2000 con l'appoggio di 36 università spagnole, tra il 2000 e il 2005 sono entrate a farne parte università di altri 11 paesi latino-americani, e, al 2010, sono 23 i paesi in totale che fanno parte della rete, in rappresentanza di 1232 università che raggruppano oltre 14 milioni tra studenti e professori.

## Obiettivi
Gli obiettivi di Universia sono quelli di creare una rete di collaborazione tra le università di tutto il mondo, favorendo la creazione di progetti comuni e di interscambio con l'estero, e di contribuire alla diffusione della conoscenza. Si propone inoltre di raccogliere e presentare le opportunità di lavoro, di borse di studio e di sviluppo professionale per gli studenti.
A questi scopi sono stati creati 23 portali, uno per ogni paese, dove gli studenti e le istituzioni universitarie possono inviare i propri contributi. Esiste anche una pagina generale comune a tutti i paesi.
Con il patrocinio del Banco Santander, Universia si propone inoltre di fungere da riferimento internazionale per la responsabilità sociale.

## Storia
Universia è stata presentata il 9 luglio 2000 a Madrid ed è stata creata con il patrocinio del Banco Santander e il sostegno della Conferenza dei Rettori delle Università spagnole (CRUE), del Consiglio Superiore per la Ricerca Scientifica (CSIC) e della maggior parte delle università spagnole. Presidente del progetto fu nominato Emilio Botín, fondatore del Gruppo Santander, che dalla creazione del progetto e attraverso il Banco Santander, ha investito centinaia di milioni di euro nel progetto universitario.
A partire dal 2001 si è allargata, con la creazione di nuovi siti facenti parte della rete, per alcuni paesi dell'America Latina (Argentina, Brasile, Cile, Colombia, Messico, Perù, Porto Rico, Venezuela). Nel 2002 è stato creato il sito per il Portogallo, nel 2005 per l'Uruguay e nel 2008 per Andorra, Panama, Paraguay e Repubblica Dominicana. Nel 2009 le informazioni essenziali sono state tradotte in cinque lingue.
Dalla sua nascita sono stati organizzati in passato due riunioni globali con presenti rettori delle università aderenti. La prima riunione, aperta dal presidente spagnolo Zapatero e chiusasi alla presenza del Re Juan Carlos, avvenne nel 2005 a Siviglia ed erano presenti oltre 400 rettori, mentre nella seconda riunione del 2010 a Guadalajara, in Messico, i rettori presenti furono più di 1000. Il terzo incontro avverrà nel luglio del 2014 a Rio de Janeiro.

## Struttura del portale
Ogni sito internet che forma la rete Universia, dedicato alle diverse nazioni, ha medesimi servizi e contenuti:
- PreUniversia: luogo dove gli studenti possono cercare aiuto e consiglio.
- Movilidad Académica Internacional (MAI): aiuto agli studenti che vogliono studiare all'estero.
- Lavoro: aiuto agli studenti per la ricerca di lavoro durante gli studi o dopo l'ottenimento del diploma o della laurea.
- Sviluppo: conferenze e seminari per migliorare la formazione di professionisti.
- Notizie: notizie sono locali ed internazionali sul mondo universitario
- Borse di studio: offerta di borse di studio per tutti gli studenti.
- Calendario: eventi e riunioni
- Referenze: aiuto agli studenti a trovare quello che cercano.
- Corsi: corsi delle università locali.
- Galleria: collezione di foto spedite da studenti e professori.Immagini relative alle attività di Universia.
- Blogs: blogs personali su diversi temi (studiare all'estero, lavoro, cinema, mass media e tecnologia).
- Riviste: le quattro riviste di Universia: Universia Knowledge@Wharton, Next Wave Science, GCG: Revista de Globalización, Competitividad y Gobernabilidad e Universia Business Review
- Innoversia: contatti tra il mondo della ricerca e quello degli affari
- Universia TV: materiali audiovisivi su attività e promozioni per studenti, università e recenti novità accademiche.
- Azioni Universia: azioni a favore dell'istruzione superiore, impostate su quattro grandi linee strategiche: formazione (educazione continua), lavori (sviluppo professionale), osservatorio (sviluppo della scienza e futuro dell'educazione) e reti sociali (tempo libero per la comunità degli studenti)